# Sistema biológico
Un sistema biológico es una red compleja de entidades biológicamente relevantes que trabajan juntos para llevar a cabo una tarea particular. La organización biológica abarca varias escalas y se determina en función de diferentes estructuras según el sistema. Ejemplos de sistemas biológicos a escala macro son poblaciones de organismos. En la escala de órganos y tejidos en mamíferos y otros animales, los ejemplos incluyen el sistema circulatorio, el sistema respiratorio y el sistema nervioso. En la escala micro a nanoscópica, ejemplos de sistemas biológicos son células, orgánulos, complejos macromoleculares y vías reguladoras. Un sistema biológico no debe confundirse con un sistema vivo, como un organismo vivo. 

## Sistemas de órganos y tejidos

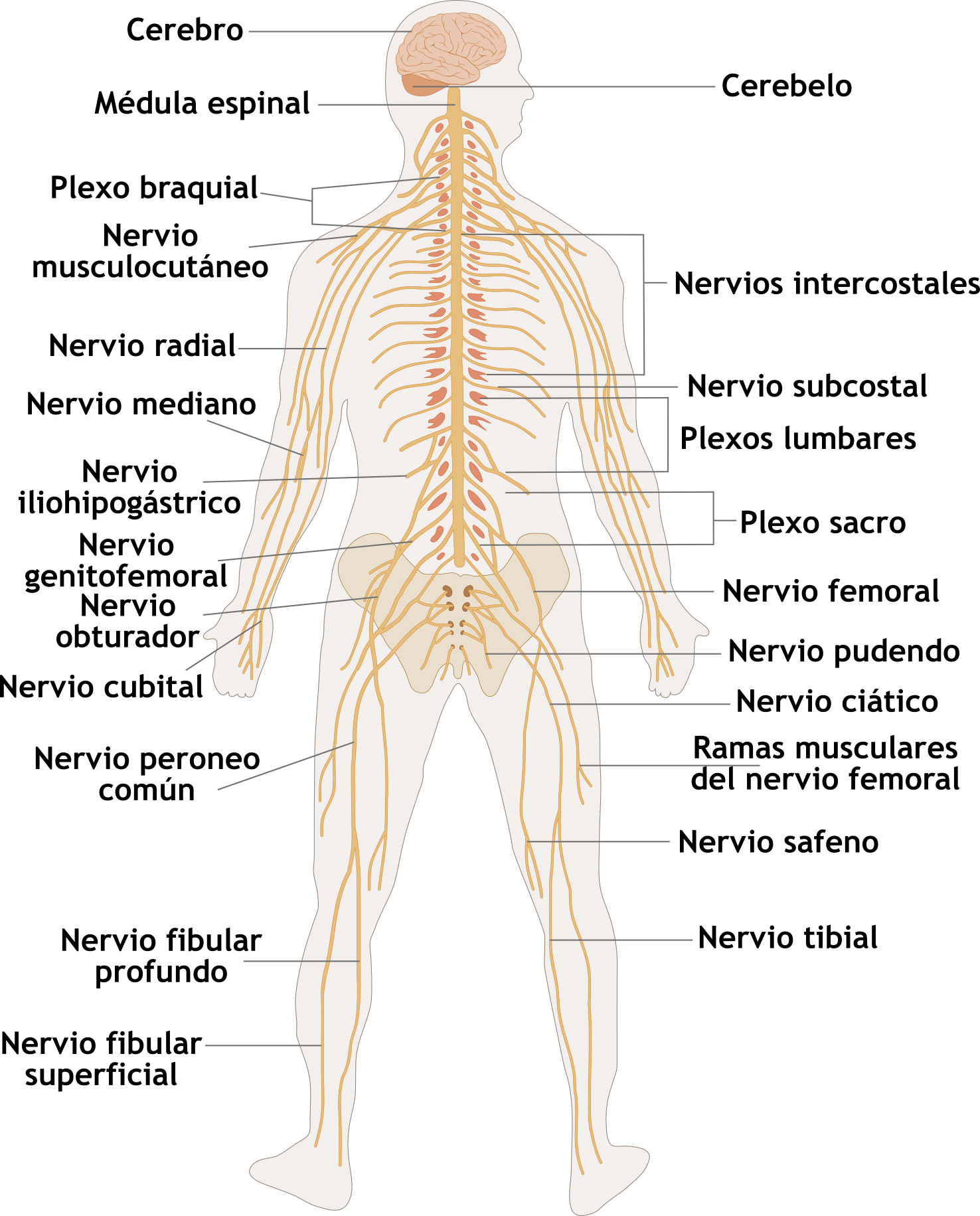
Un ejemplo de un sistema: el cerebro, el cerebelo, la médula espinal y los nervios son los cuatro componentes básicos del sistema nervioso.

Estos sistemas específicos son ampliamente estudiados en la anatomía humana y también están presentes en muchos otros animales. 
- Sistema respiratorio: los órganos utilizados para respirar, la faringe, la laringe, los bronquios, los pulmones y el diafragma.
- Sistema digestivo: digestión y procesamiento de alimentos con glándulas salivales, esófago, estómago, hígado, vesícula biliar, páncreas, intestinos, recto y ano.
- Sistema cardiovascular (corazón y sistema circulatorio): bombeo y canalización de sangre hacia y desde el cuerpo y los pulmones con corazón, sangre y vasos sanguíneos.
- Sistema urinario: riñones, uréteres, vejiga y uretra implicados en el equilibrio de líquidos, equilibrio de electrolitos y excreción de orina.

- Sistema integumentario: piel, cabello, grasa y uñas.
- Sistema esquelético: soporte estructural y protección con huesos, cartílagos, ligamentos y tendones.

- Sistema endocrino: comunicación dentro del cuerpo mediante hormonas producidas por glándulas endocrinas como el hipotálamo, glándula pituitaria, cuerpo pineal o glándula pineal, tiroides, paratiroides y suprarrenales, es decir, glándulas suprarrenales.
- Sistema linfático: estructuras involucradas en la transferencia de la linfa entre los tejidos y el torrente sanguíneo; Incluye la linfa y los ganglios y vasos. El sistema linfático incluye funciones que incluyen respuestas inmunes y desarrollo de anticuerpos. 
  - Sistema inmunológico: protege al organismo de cuerpos extraños.

- Sistema nervioso: recopilar, transferir y procesar información con el cerebro, la médula espinal, el sistema nervioso periférico y los órganos sensoriales. 
  - Sistemas sensoriales: sistema visual, sistema auditivo, sistema olfatorio, sistema gustativo, sistema somatosensorial, sistema vestibular.
- Sistema muscular: permite la manipulación del entorno, proporciona locomoción, mantiene la postura y produce calor. Incluye músculos esqueléticos, músculos lisos y músculos cardíacos.

- Sistema reproductivo: los órganos sexuales, como ovarios, trompas de Falopio, útero, vagina, glándulas mamarias, testículos, vasos deferentes, vesículas seminales y próstata.

## Historia
La noción de sistema (o aparato) se basa en el concepto de función vital u orgánica: un sistema es un conjunto de órganos con una función definida. Esta idea ya estaba presente en la Antigüedad (Galeno, Aristóteles), pero la aplicación del término "sistema" es más reciente. Por ejemplo, el sistema nervioso fue nombrado por Monro (1783), pero Rufo de Éfeso (c. 90-120), vio claramente por primera vez el cerebro, la médula espinal y los nervios craneoespinales como una unidad anatómica, aunque escribió poco sobre su función, tampoco le dio un nombre a esta unidad.
La enumeración de las funciones principales, y en consecuencia de los sistemas, se mantuvo casi igual desde la antigüedad, pero su clasificación ha sido muy variada, por ejemplo, comparar Aristóteles, Bichat, Cuvier.
 

La noción de división fisiológica del trabajo, introducida en la década de 1820 por el fisiólogo francés Henri Milne-Edwards, permitió "comparar y estudiar los seres vivos como si fueran máquinas creadas por la industria del hombre". Inspirado en el trabajo de Adam Smith, Milne-Edwards escribió que 
... el cuerpo de todos los seres vivos, ya sea animal o vegetal, se parece a una fábrica (...) donde los órganos, comparables a los trabajadores, trabajan incesantemente para producir los fenómenos que constituyen la vida del individuo.
En organismos más diferenciados, el trabajo funcional podría repartirse entre diferentes instrumentos o sistemas (llamados por él como appareils).

## Sistemas de orgánulos celulares
Los componentes exactos de una célula se determinan según si la célula es un eucariota o un procariota.
- Núcleo: almacenamiento de material genético; centro de control de la célula.
- Citosol: componente del citoplasma que consiste en un fluido gelatinoso en el que los orgánulos se suspenden dentro de la
- Membrana celular (membrana plasmática)
- Retículo endoplásmico: parte externa de la envoltura nuclear que forma un canal continuo utilizado para el transporte; consiste en el retículo endoplásmico rugoso y el retículo endoplásmico liso 
  - Retículo endoplasmático rugoso (RER): considerado "rugoso" debido a los ribosomas unidos a la canalización; compuesto por cisternas que permiten la producción de proteínas.
  - Retículo endoplásmico liso (SER): almacenamiento y síntesis de lípidos y hormonas esteroides, así como la desintoxicación
- Ribosoma: sitio de síntesis de proteínas biológicas esencial para la actividad interna y no se puede reproducir en otros órganos
- Mitocondria: central eléctrica de la célula; sitio de la respiración celular que produce ATP (trifosfato de adenosina)
- Lisosoma: centro de descomposición para el material no deseado/innecesario dentro de la célula
- Peroxisoma: descompone los materiales tóxicos de las enzimas digestivas contenidas, como el  {\displaystyle {\ce {H2O2}}} (peróxido de hidrógeno)
- Aparato de Golgi (solo eucariótico): red plegada involucrada en la modificación, transporte y secreción
- Cloroplasto (solo procariótico): sitio de la fotosíntesis; almacenamiento de clorofila